# Edgar Augustus Jerome Johnson

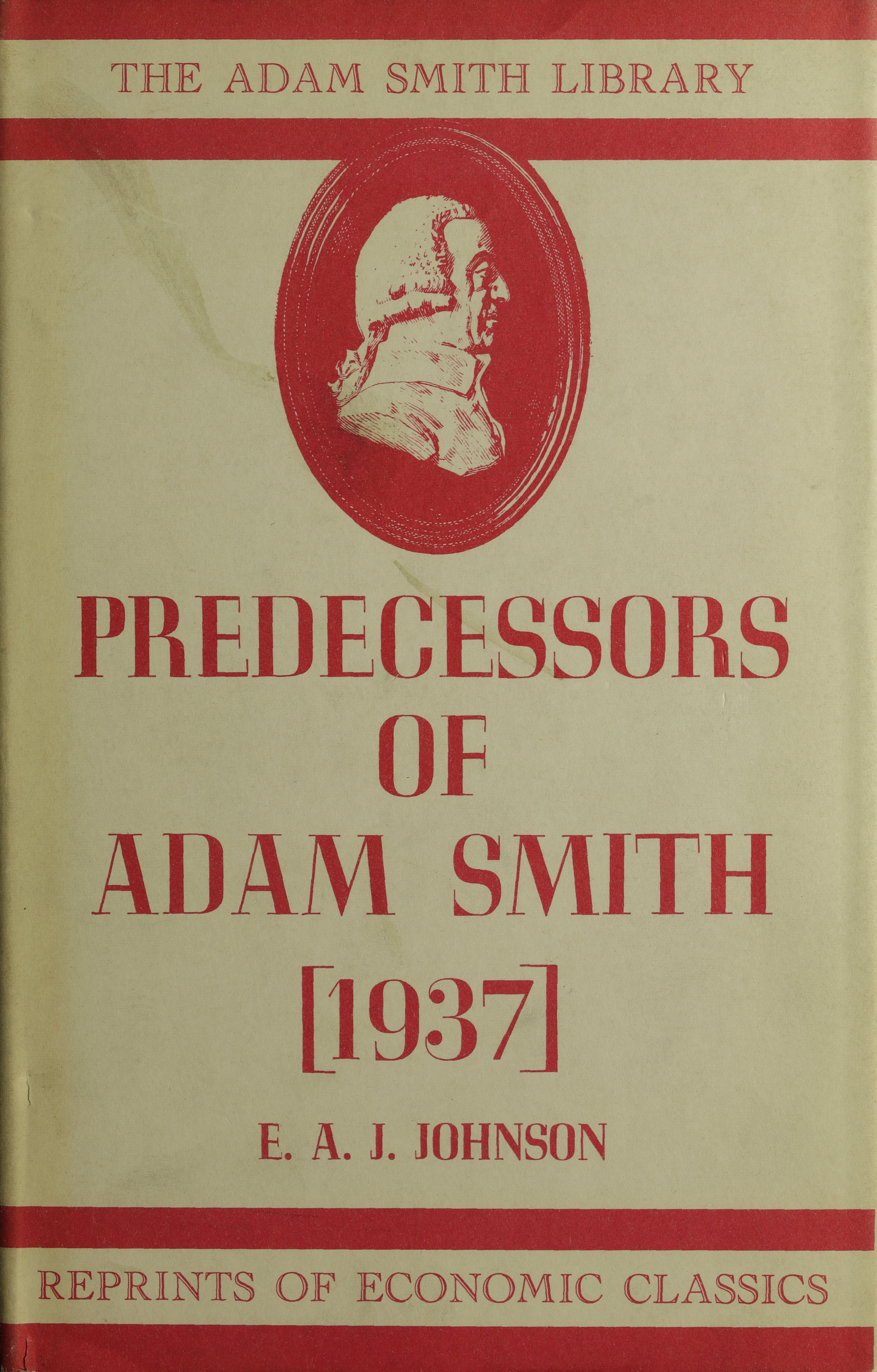
Predecessors of Adam Smith, folha de rosto, edição de 1965

Edgar Augustus Jerome Johnson (1900 — 1972) foi um economista estadunidense, professor de história econômica na Universidade Johns Hopkins.

## Obras
- American Economic Thought in the Seventeenth Century. New York: Russell & Russell. 1961
- Predecessors of Adam Smith. Col: Reprints of Economic Classics. New York: Augustus M. Kelley. 1965 [1937]
- American Imperialism in the Image of Peer Gynt: Memoirs of a Professor-Bureaucrat. Minneapolis: University of Minnesota Press. 1971. ISBN 978-0-8166-5796-4